# Phytoecia subannularis
Phytoecia subannularis là một loài bọ cánh cứng trong họ Cerambycidae.